# Fuorcla da Patnaul
Der Fuorcla da Patnaul (2773 m ü. M.) ist ein Alpenpass im Schweizer Kanton Graubünden. Der Pass verbindet das Valsertal mit Vrin im Lugnez.
Von Valser Seite kann der Aufstieg bis zur Leisalp (2051 m) mit einem Wanderbus verkürzt werden. Von Vrin erfolgt der Aufstieg zunächst über den Fahrweg zu den Alphütten von Pardatsch (1586 m). Unmittelbar bevor diese erreicht werden, zweigt ein Bergpfad über die Alp Patnaul (2227 m) zum Pass ab.

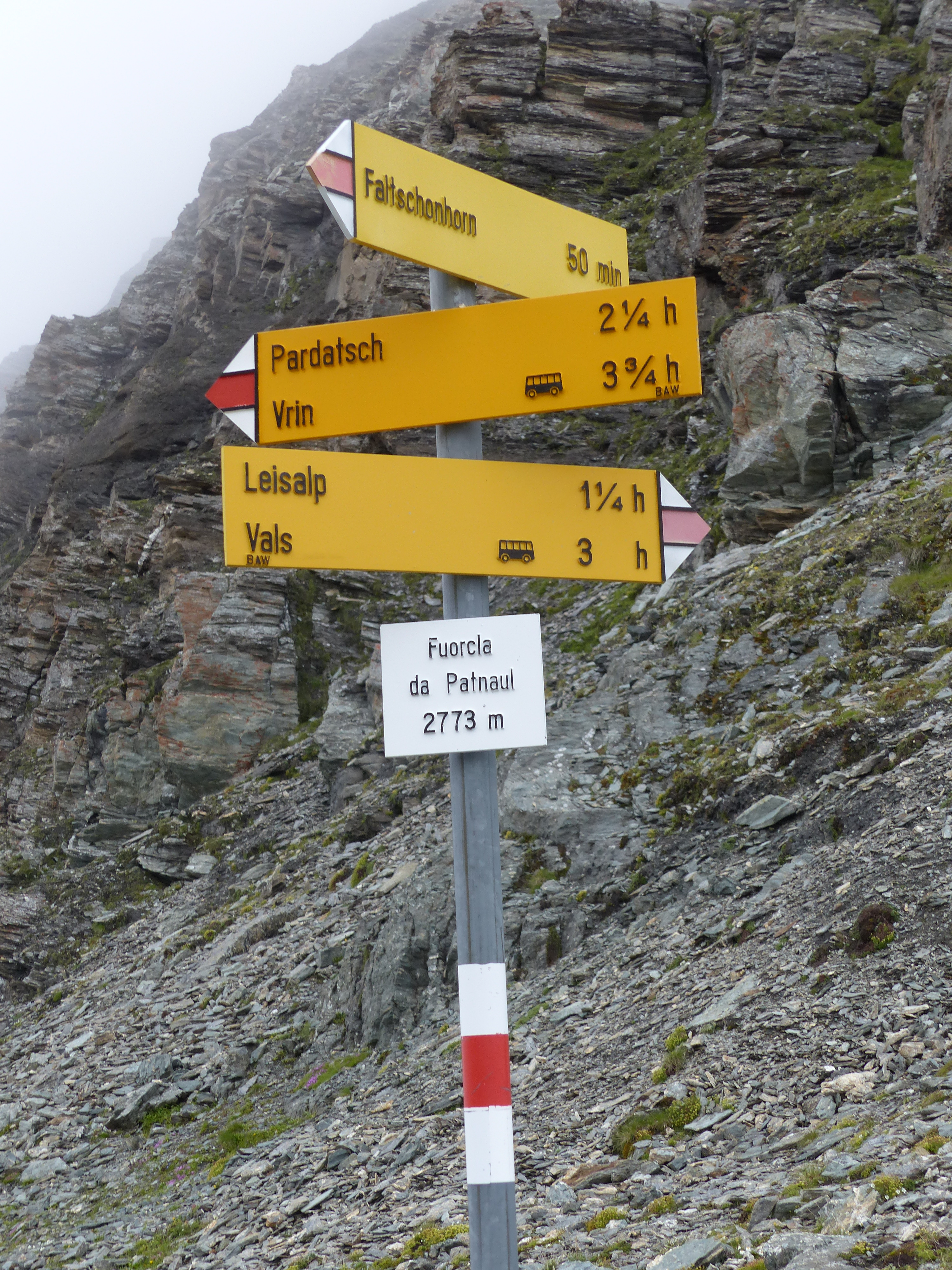
Wegweiser auf dem Pass
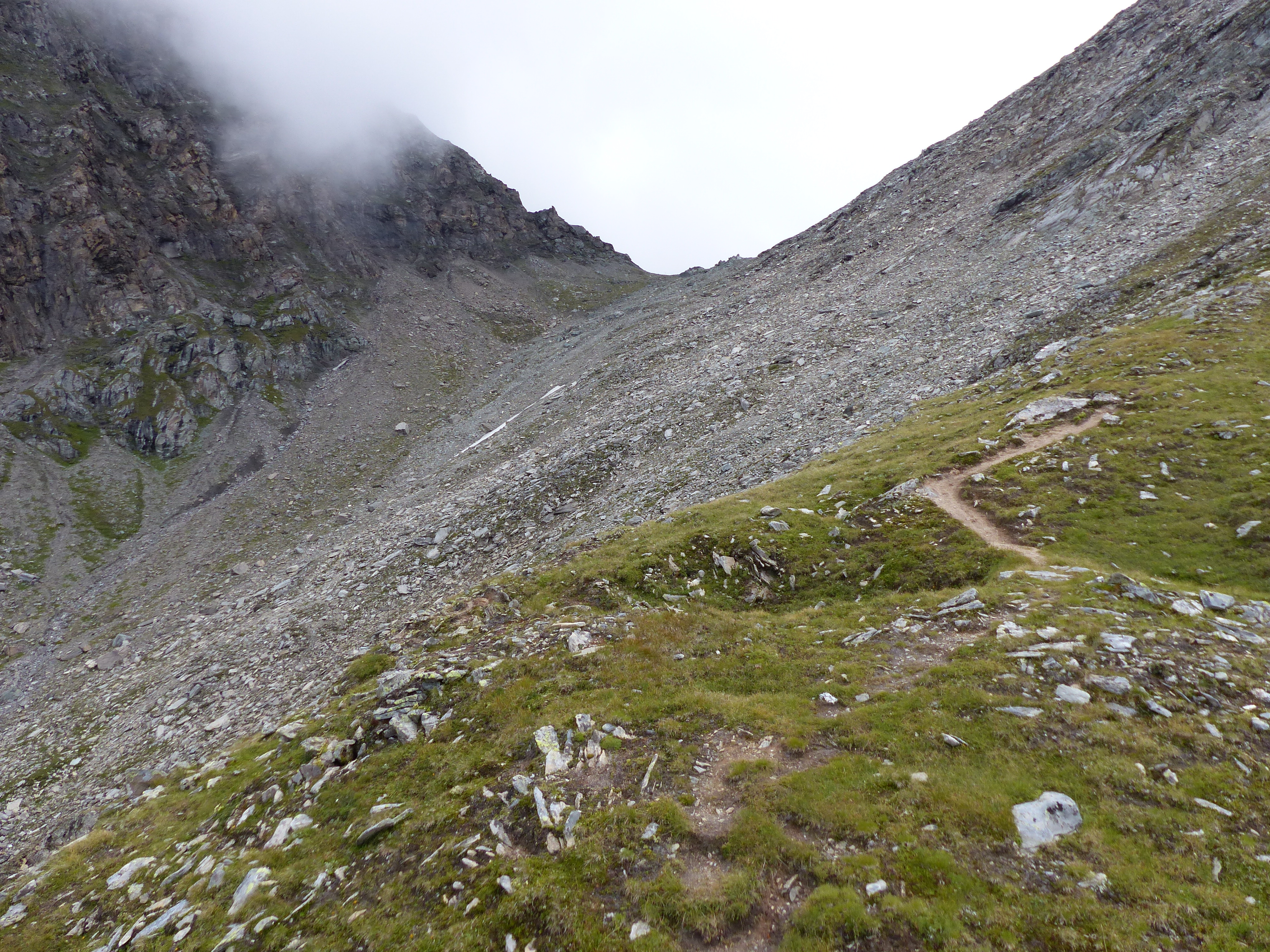
Blick zum Pass beim Aufstieg von Westen
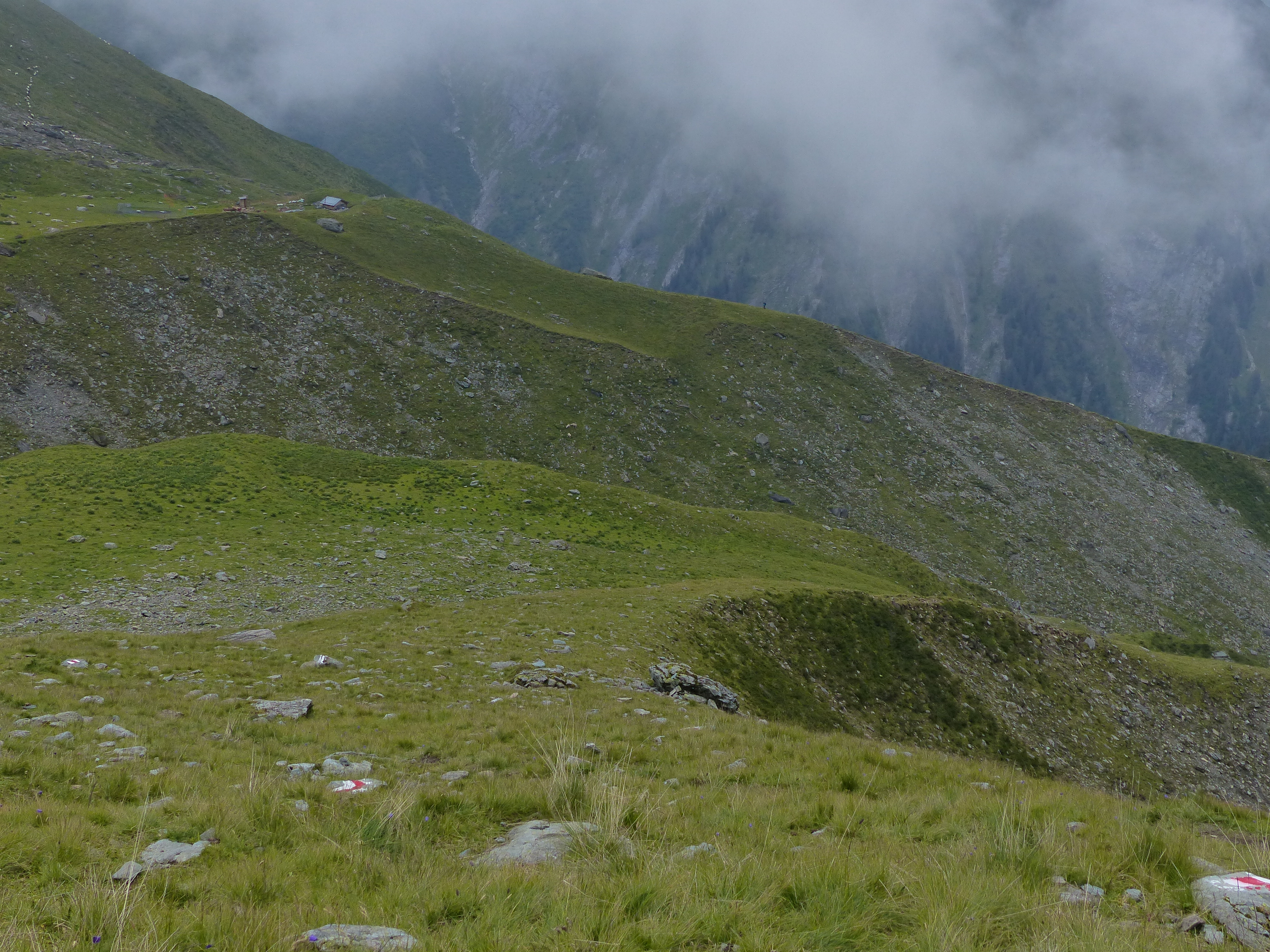
Alp Patnaul auf der westlichen Seite
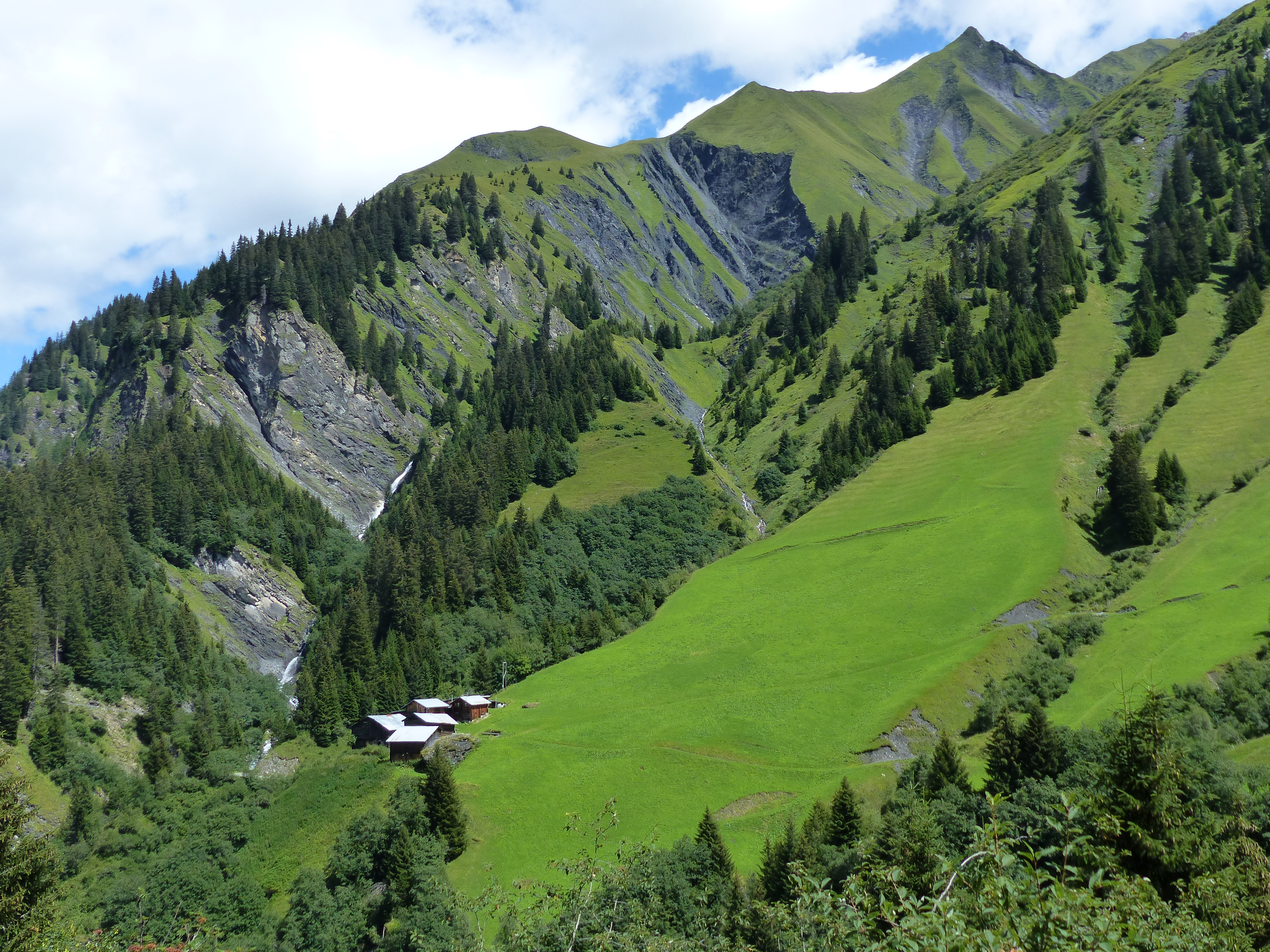
Pardatsch, wo der Anstieg zum Pass beginnt